# Morgenster (wapen)

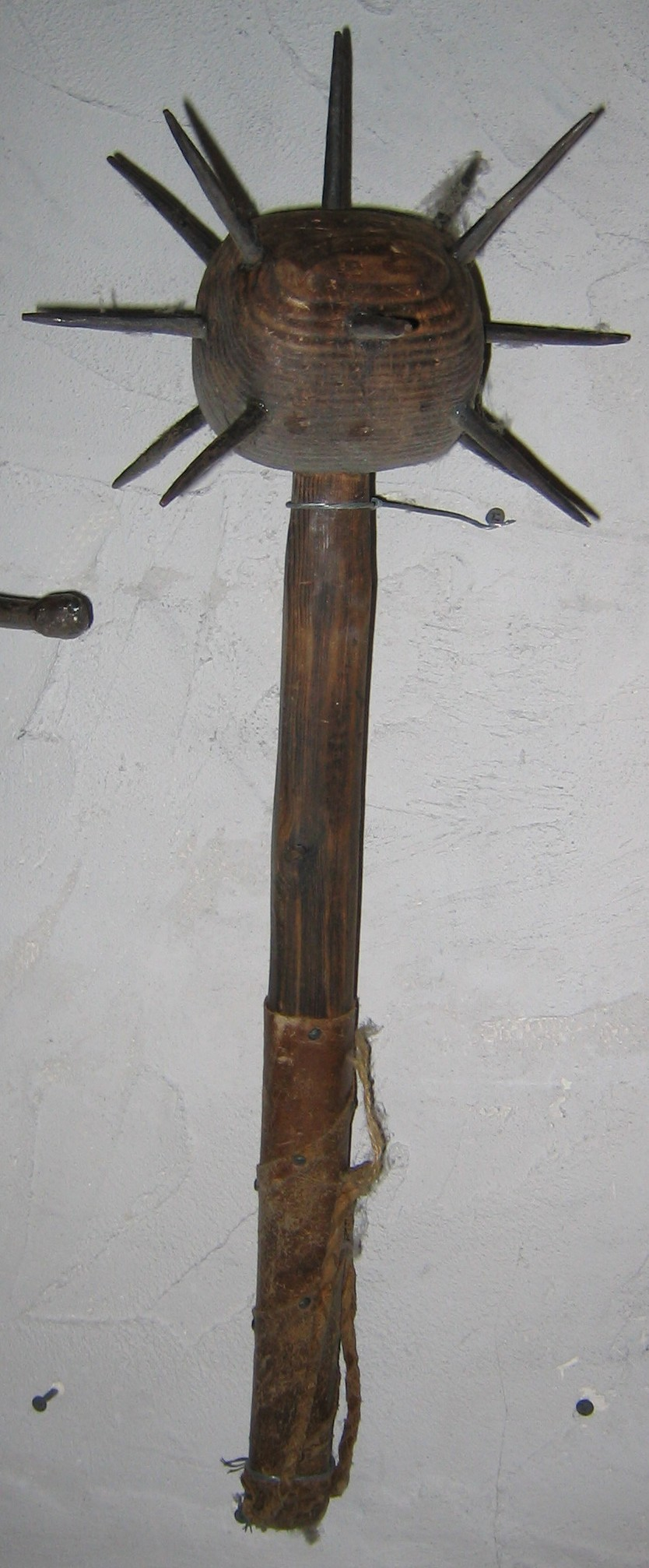
Morgenster

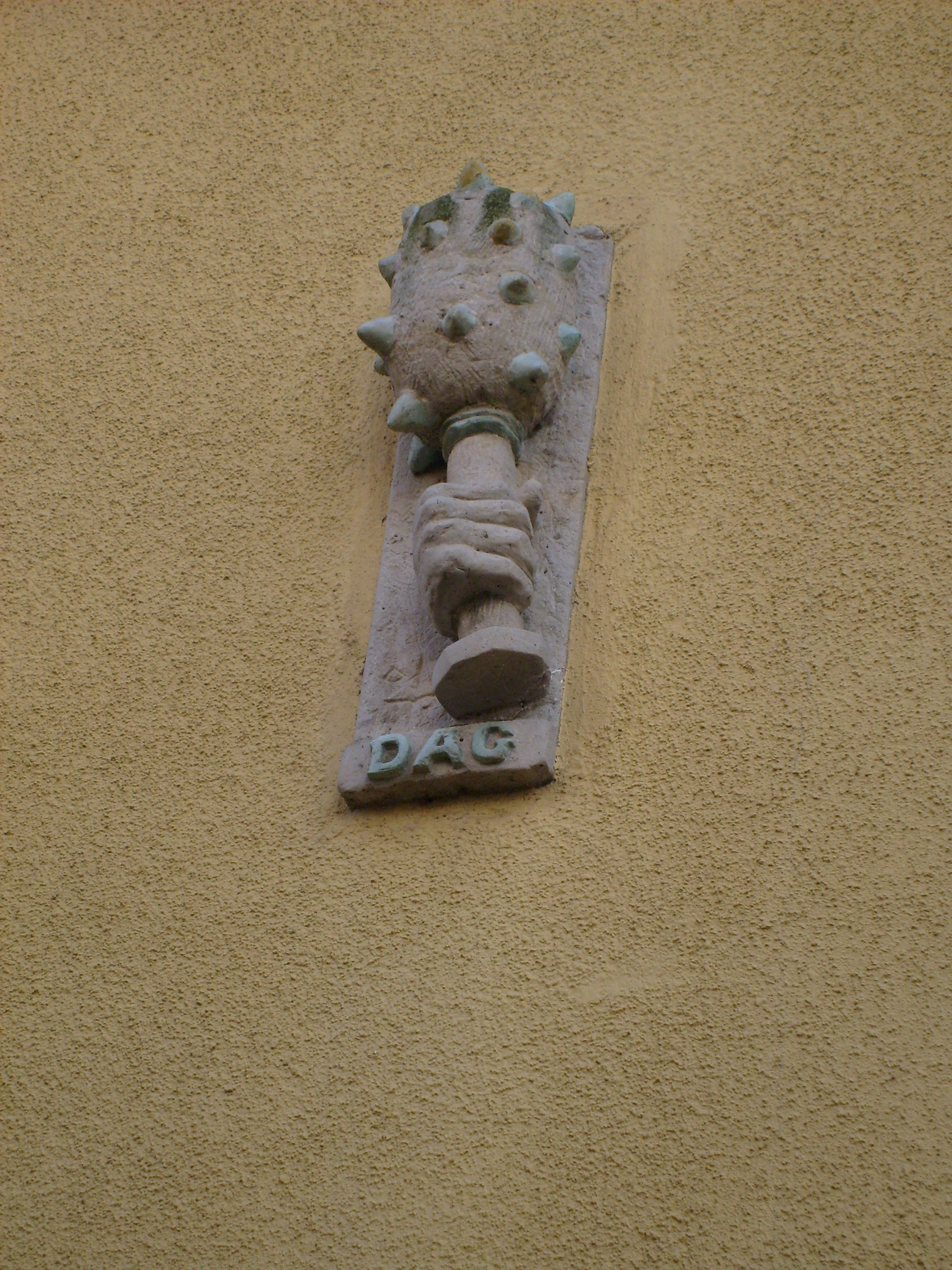
Gevelsteen in Haarlem waarop een morgenster te zien is die abusievelijk 'goedendag' of 'dag' wordt genoemd

De morgenster was een strijdknots met metalen punten. Deze punten konden op twee manieren aangebracht worden: ofwel was de hele schacht van hout en werden er ijzeren punten doorheen geslagen, ofwel was de top van de schacht gemaakt uit of omwikkeld met een metalen huls waarin de punten vast zaten. De knop van een morgenster was over het algemeen smaller dan die van een zware strijdknots, maar de punten maakten het een geducht wapen. Ook de top van de schacht liep veelal in een punt uit, zodat de morgenster ook als stootwapen gebruikt kon worden.
Het wapen wordt vaak geassocieerd met de mythe dat in de middeleeuwen, priesters specifiek geen zwaarden mochten hanteren, en daarom dit wapen ontwikkeld hadden.  
De morgenster wordt vaak foutief 'goedendag' genoemd, terwijl de goedendag eigenlijk een stok met een stalen punt is. Ook wordt de morgenster vaak verward met de strijdvlegel, die een ketting heeft tussen de gepinde bol en de stok.